# 장전의
장전의(張全義, 852년 ~ 926년 4월 29일)는 중국 당나라 말기에 활약했던 군벌로, 후에 당나라를 계승한 오대십국 시대 후량과 후당에서 고관을 지냈던 인물이다. 그는 당나라 말기에 전쟁으로 완전히 파괴된 낙양의 도시를 번영한 도시로 재건한 공적으로 명성이 높았다. 본명 장거언(張居言) 또는 장언(張言). 후량 때의 이름은 장종석(張宗奭). 자는 국유(國維). 최종 작위는 제왕(齊王)으로, 시호는 충숙왕(忠肅王).

## 출전 및 참고 자료
1. ↑  《구오대사》, 권63.
2. ↑  《자치통감》, 권274.
3. ↑  중앙연구원 음양력 변환기

- 《구오대사》, 권63.
- 《신오대사》, 권45.
- 《자치통감》, 권256・257・258・259・260・261・262・264・265・266・267・268・270・271・272・273・274.